# Сесіль Блаунт Де Мілль
Сесіль Блаунт Де Мілль (англ. Cecil Blount DeMille, 12 серпня 1881 — 21 січня 1959) — американський кінорежисер та продюсер, лауреат премії «Оскар» за картину «Найбільше шоу на землі» у 1952 році.

## Біографія
Батько Де Мілля, вихідець з Франції, до одруження працював учителем. Але його дружина, мати Де Мілля, наполягла, щоб він зайнявся драматургією. А для просування його п'єс пані Де Мілль організувала літературно-гастрольне бюро. Бюро допомагало колективам підбирати репертуар і підшукувало акторів. Так Сесіль та його старший брат Вільям (також кінорежисер) виросли в сім'ї, близькій до літератури й театру.
Навчався в Академії драматичного мистецтва в Нью-Йорку. У 1912 році разом з Джесі Ласкі засновує кінокомпанію «Дж. Ласкі Фічер Плей К°», пізніше — «Paramount Pictures». Спочатку Де Мілль планував стати театральним режисером, але у 1913 році Д. Ласкі доручив йому постановку фільму «Чоловік індіанки», який був невдалим. Першим успіхом Де Мілля стала «Кармен» — екранізація новели Проспера Меріме, адаптована до американських умов. Головну роль в нім грала відома оперна «діва» Джеральдіна Фаррар.
У роки першої світової війни Де Мілль ставив пропагандистські ультрапатріотичні стрічки («Жанна-жінка», «Маленька американка», 1917), а в післявоєнний період першим з кінематографістів вгадав смаки американської публіки, що змінилися, і спочатку випустив серію комедій адюльтерів, потім фільмів релігійної тематики («Десять заповідей» (1923) і «Цар царів» (1927)).
З початком звукового періоду кіно Де Мілль працює в псевдоісторичному жанрі та продовжує ставити релігійні бойовики («Знак хреста», 1932, «Хрестові походи», 1935, «Самсон і Даліла», 1949 та ін.), пишні костюмні драми («Клеопатра», 1934), вестерни з історії освоєння Далекого Заходу США («Житель рівнин», 1936 — про переможця індіанців і бізонів Буфалло Білле, «Юніон Пасифік», 1938 — про будівництво трансамериканської залізничної магістралі).
Де Мілль завжди відрізнявся консервативними політичними поглядами й в роки «полювання за відьмами» в американському кіно на рубежі 1940-50-х років стояв на украй правих позиціях, беручи участь в «Суді над Голлівудом», що проходив в роки засилля маккартизму і викривав представників лівих сил.
У 1956 році під час натурних зйомок у Єгипті своєї повторної екранізації й останньої стрічки «Десять заповідей» у Де Мілля стався серцевий напад, від якого він так і не оправився. 21 січня 1959 року він помер у Голлівуді від сердечної недостатності у віці 77 років. Похований на голлівудському кладовищі «Hollywood Forever».

## Творчий метод
Для післявоєнної творчості Де Мілля була характерна театральність, помпезність та декоративність. Дія фільмів розгорталася в багатих вітальнях з розкішними туалетами й великосвітськими прийомами. Багато критиків затвердили за ним прізвисько «поет ванних кімнат», оскільки в кожному його фільмі з сучасного життя показувалися сцени в розкішних ванних апартаментах. Де Мілль велику увагу приділяв рекламі. Він не гидував навіть приймати замовлення на рекламу від парфумерних і меблевих фірм, повідомляючи по ходу фільму точні адреси магазинів.

## Особисте життя
У 1902 році Де Мілль одружився з акторкою Констанс Адамс, яка народила доньку Сесілію. Пізніше вони прийняли у свою сім'ю трьох сиріт, молодша з яких, Кетрін Де Мілль, стала акторкою.

## Фільмографія
- 1913: Чоловік індіанки / The Squaw Man
- 1914: Вірджинець / The Virginian
- 1914: Поклик півночі / The Call of the North
- 1914: Як його звуть? / What's his Name?
- 1914: Людина з батьківщини / The Man Irom Home
- 1914: Трояндва з ранчо / The Rose of the Rancho
- 1914: Дівчина із золотого Заходу / The Girl of the Golden West
- 1915: Уоррени з Вірджинії / The Warrens of Virginia
- 1915: Безстрашний / The Unafraid
- 1915: Полонянка / The Captive
- 1915: Не випускай з уваги / Wild Goose Chase
- 1915: Араб / The Arab
- 1915: Чиммі Фадден (фільм, 1915) / Chimmie Faddon
- 1915: Розпалювання / Kindling
- 1915: Марія Роза / Maria Rosa
- 1915: Кармен / Carmen
- 1915: Спокуса / Temptation
- 1915: Чіммі Феддон на Заході / Chimmie Faddon out West
- 1915: Віроломство / The Cheat
- 1915: Золотий шанс / The Golden Chance
- 1916: Стежина самотньої сосни / The Trail of Lonesome Pine
- 1916: Серце Нори Флінн / The Heort of Nora Flynn
- 1916: Дівчина — мрія / The Dream Girl
- 1917: Жанна-жінна / Joan the Woman
- 1917: Роман червоного лесу / Romance of the Redwoods
- 1917: Маленька американка / Little American
- 1917: Забута богом жінка / Woman God Forgot
- 1917: Камінь диявола / Devil's Stone
- 1918: Шепочучий хор / Whispering Chorus
- 1918: Старі дружини замість нових / Old Wives for New
- 1918: Ми не можемо мати усього / We Can't Have Everything
- 1918: Чи хочу я повернутися до тебе? / Will I Come Back to You?
- 1919: Чоловік індіанки / The Squaw Man
- 1919: He міняйте свого чоловіка / Don't Change Your Husband
- 1919: На радість і горе / For Better, For Worse
- 1919: Самець і самка / Male and Female
- 1920: Навіщо міняти свою дружину? / Why Change Your Wife?
- 1920: Пожива для роздумів / Something to Think About
- 1920: Ноги з глини / Feet of Clay
- 1921: Заборонений плід / Forbidden Fruit
- 1921: Пригоди Анатоля / Affaires of Anatole
- 1921: Рай дурня / Fool's Paradise
- 1922: Людиновбивство / Manslaughter
- 1923: Суботня ніч / Saturday Night
- 1923: Ребро Адама / Adam's Rib
- 1923: Десять заповідей / The Ten Commandments
- 1924: Тріумф / Triumph
- 1925: Позолочене ліжко / The Golden Bed
- 1925: Дорога у вчорашній день / The Road to Yesterday
- 1926: Волзькі бурлаки / The Volga Boatmen
- 1927: Цар царів / King of Kings
- 1929: Безбожниця / The Godless Girl
- 1929: Динаміт / Dynamite
- 1930: Мадам Сатана / Madam Satan
- 1931: Чоловік індіанки / The Squaw Man
- 1932: Хресне знамення / The Sign of the Cross
- 1933: Цей день і вічність / This Day and Age
- 1933: Чотири перелякані людини / Four Frightened People
- 1934: Клеопатра / Cleopatra
- 1935: Хрестовий похід / The Crusades
- 1936: Житель рівнин / The Plainsman
- 1937: Флібустьєр / The Buccaneer
- 1939: Юніон Пасіфік / Union Pacific
- 1940: Північнозахідна кінна поліція / North West Mounted Police
- 1941: Збере бурю / Reap the Wild Wind
- 1943: Повість про доктора Весселі / The Story of Dr. Wessel
- 1946: Непереможені / Unconquered
- 1949: Самсон і Даліла / Samson and Dalilah
- 1952: Найбільше шоу на Землі / The Greatest Show on Earth
- 1956: Десять заповідей / The Ten Commandments